# Новосёловка (Алтайский край)
Новосёловка — село в Шелаболихинском районе Алтайского края, Россия. Входит в состав Кипринского сельсовета.

## География
Село находится у реки Прослауха, в северной равнинной части Алтайского края, относится к числу труднодоступных местностей.
Климат
Климат резко континентальный. Средняя температура января — 18,3° С, в январе морозы достигают отметки −35° С. В июле средняя температура воздуха +19,1, в жару может быть +30-35° тепла. Годовые атмосферные осадки — 350 мм..
Уличная сеть
В селе 3 улицы: Заречная, Садовая и Центральная.
Расстояние до
- районного центра Шелаболиха 25 км.
- краевого центра Барнаул 101 км.

Ближайшие населенные пункты
Омутское 2 км, Луговое 4 км, Ильинка 5 км, Селезнево 5 км Сакмарино 10 км, Батурово 11 км, Ивановка 11 км, Киприно 13 км, Верх-Кучук 13 км, Кучук 15 км.
Транспорт
Жители села пользуются общественным автобусным сообщением, железнодорожное сообщение доступно на станции Ребриха Сибирской железной дороги.

## История
Село основано в 1921 году. В 1928 году деревня Новосёловская состояла из 152 хозяйств, основное население — русские. Центр Новоселовского сельсовета Кипринского района Каменского округа Сибирского края.

## Население
| 1997 | 1998 | 1999 | 2000 | 2001 | 2002 | 2003 |
| ---- | ---- | ---- | ---- | ---- | ---- | ---- |
| 84   | ↘81  | ↘73  | ↗77  | ↘76  | ↘65  | ↗66  |
| 2004 | 2005 | 2006 | 2007 | 2008 | 2009 | 2010 |
| ↘63  | ↘57  | ↘56  | ↘52  | ↘47  | ↘42  | ↗43  |
| 2011 | 2012 | 2013 |      |      |      |      |
| ↗44  | ↘41  | ↘40  |      |      |      |      |

## Инфраструктура
В селе занимаются разведением скота на частных подворьях, выращивают овощи. Почтовое отделение находится в соседнем селе Омутское. Согласно постановлению Администрации Шелаболихинского района, ученики обучаются в школе одного из соседних сел.